# Ann Christy
Ann Christy (* 22. September 1945 in Antwerpen, Flandern; † 7. August 1984 in Meise, Flandern; eigentlich Christiane Leenaerts) war eine belgische Sängerin und Musicaldarstellerin.

## Leben
Leenaerts begann ihre musikalische Karriere als Sängerin der Band The Adams. Mitte der 1960er Jahre veröffentlichte sie ihre erste Single. Kussen onder regenbogen, eine niederländische Fassung des Liedes Küsse unterm Regenbogen von Manuela war kein kommerzieller Erfolg. Zu dieser Zeit traf sie ihren späteren Manager Robert Bylois. In den folgenden Jahren interpretierte sie vor allem französische Lieder und begleitete Salvatore Adamo auf einer Tournee durch Frankreich. 1968 gewann sie den Gesangswettbewerb Knokke Cup. 1970 nahm sie am belgischen Vorentscheid zum Eurovision Song Contest teil, der vom wallonischen Fernsehsender RTB veranstaltet wurde, teil, schied aber mit dem Lied Le temps, le vent bereits im Halbfinale aus. 1971, 1973 und 1975 nahm sie erneut an den Vorentscheidungen teil, die aber vom jedes zweite Jahr zuständigen flämischen Sender BRT ausgerichtet wurden. 1971 erreichte sie den zweiten Platz mit dem Titel Dag vreemde man. 1973 kam sie mit dem Lied Bye bye auf den dritten Platz; ihr zweites Lied Meeuwen erhielt allerdings null Punkte. 1975 konnte sie die Vorauswahl bei ihrem vierten und letzten Versuch mit Gelukkig zijn gewinnen. Im gleichen Jahr belegte sie zudem den dritten Platz mit Als je eenzaam bent. Beim Eurovision Song Contest 1975 in Stockholm erhielt sie für das nun zur Hälfte auf Englisch gesungene Lied (Could it be happiness) 17 Punkte und erreichte damit den 15. Platz unter 19 Teilnehmern.
Ab 1977 stand Ann Christy 152 Mal für das Musical Midzomernachtsdroom auf der Bühne. 1978 nahm sie die Originalversionen der Lieder If I Don’t Be there by Morning und Walk out in the Rain auf. Diese wurden von Bob Dylan zusammen mit Helena Springs geschrieben, aber nie aufgenommen. Beide Lieder wurden später von Eric Clapton für sein Album Backless gecovert. 1980 hatte sie mit De roos, einer Coverversion von Bette Midlers Hit The Rose einen kleinen Erfolg. 1982 ging sie mit Erik Van Neygen auf Tournee durch Flandern, bevor sie kurz darauf an Gebärmutterhalskrebs erkrankte. 1984 starb sie an der Krankheit im Alter von 38 Jahren. Sie ist in Meise begraben.
Im November 2005 erschien posthum das Album Ik deed alsof het mij niet raakte. Es enthält neben drei alten Hits acht bisher unveröffentlichte Aufnahmen, davon sechs Lieder aus dem Musical Midzomernachtsdroom. 2005 belegte sie in der für die Fernsehsendung Belg der Belgen erstellten Hitliste der größten Belgier den 102. Platz.
Ann Christy war verheiratet mit Marc Hoyois, Schlagzeuger der Band The Adams. Dieser heiratete in zweiter Ehe die Sängerin Liliane Saint-Pierre. Hoyois litt an Prostatakrebs und starb 2010 nach Komplikationen nach einem Sturz.

## Diskografie

### Alben
- 1972: Ann Christy
- 1975: Gelukkig Zijn
- 1976: The best of Ann Christy
- 1976: Le garçon que j’aimais
- 1976: The golden best of Ann Christy
- 1976: Ik mis hem zo – Zoveel mooier
- 1977: Bravo
- 1977: My love, my life
- 1981: Success Melodies
- 2000: Liefde voor het mooie
- 2005: Ik deed alsof het mij niet raakte

### Singles (Auswahl)
- ’k Neem vandaag de trein
- Bla Bla Bla
- Blij bij jou te zijn
- Dag vreemde man
- Dagen te lang, nachten te kort
- De Roos
- Duizend dromen worden waar
- Een schommelpaard zonder staart
- Een Woord van liefde
- Eenzaamheid
- Er is zoveel verdriet in de wereld
- Gelukkig zijn
- Hij
- Iemand Zoals Jij
- Ik Leef Voor Jou
- Ik Neem Vandaag De Trein
- Ik Mis Hem Zo
- Lisa is Lisa
- Mijn lijf doet zeer
- Stille schreden
- Toen ik de leraar kuste
- Waarom schrijft hij niet
- Windekind
- Zal ik je ooit nog zien
- Zoals een mooi Verhaal